# Оучі Масуші
Оучі Масуші (28 вересня 1943 — 6 червня 2011) — японський важкоатлет.
Срібний призер Олімпійських Ігор 1968 року в категорії до 75 кг, бронзовий призер 1964 року в категорії до 75 кг.
Переможець Азійських ігор 1966 (до 75 кг), 1970 (до 82,5) кг років.
Чемпіон світу 1969 року в категорії до 82,5 кг, срібний призер 1968 року в категорії до 75 кг, бронзовий призер 1964 року в категорії до 75 кг.